# Michaił Bondarienko (kapitan)
Michaił Grigorjewicz Bondarienko (ros. Михаил Григорьевич Бондаренко, ur. 1912 we wsi Siniawa obecnie w rejonie rokytniańskim w obwodzie kijowskim, zm. 8 listopada 1943 w Cieśninie Kerczeńskiej) – radziecki oficer marynarki wojennej, kapitan porucznik, nagrodzony pośmiertnie tytułem Bohatera Związku Radzieckiego (1944).

## Życiorys
Urodził się w ukraińskiej rodzinie chłopskiej. Od 1933 służył we radzieckiej Marynarce Wojennej, ukończył wyższą szkołę marynarki wojennej i wyższe specjalistyczne kursy kadry dowódczej marynarki wojennej. Od 1939 należał do WKP(b).
Od 1941 uczestniczył w wojnie z Niemcami, jako dowódca 9 dywizjonu trałowców ochrony wodnego rejonu głównej bazy Floty Czarnomorskiej w stopniu kapitana porucznika brał udział w obronie Odessy i Sewastopola oraz w operacji noworosyjskiej i kerczeńsko-eltigeńskiej.
8 listopada 1943 w Cieśninie Kerczeńskiej okręt, na którym służył, został zaatakowany, po czym stanął w płomieniach i zatonął.

## Odznaczenia
- Złota Gwiazda Bohatera Związku Radzieckiego (pośmiertnie, 22 stycznia 1944[3])
- Order Lenina
- Order Czerwonego Sztandaru
- Order Czerwonej Gwiazdy
- Medal „Za obronę Sewastopola”